# Paweł Hadrych
Paweł Hadrych (ur. 14 czerwca 1972 w Zielonej Górze) – polski strzelec sportowy, olimpijczyk z Barcelony 1992.
Zawodnik specjalizujący się w strzelaniu z pistoletu. Zawodnik Gwardii Zielona Góra, a następnie Legii Warszawa.
Jako junior zdobył w 1991 roku tytuł wicemistrza świata juniorów w strzelaniu z pistoletu pneumatycznego 60 strzałów w drużynie (partnerami byli: Grzegorz Orłowski, Piotr Zborowski) oraz był wielokrotnym medalistą mistrzostw Europy Juniorów w:
- roku 1990
  - brązowy medal w drużynie w strzelaniu z pistoletu pneumatycznego 60 strzałów (partnerami byli: Grzegorz Orłowski, Sławomir Antos),
  - brązowy medal w drużynie w strzelaniu z pistoletu dowolnego 60 strzałów (partnerami byli: Grzegorz Orłowski, Robert Wojciechowski),
- roku 1991
  - złoty medal w drużynie w strzelaniu z pistoletu dowolnego 60 strzałów (partnerami byli: Grzegorz Orłowski, Grzegorz Markowski),
  - brązowy medal w drużynie w strzelaniu z pistoletu pneumatycznego 60 strzałów (partnerami byli: Grzegorz Orłowski, Piotr Zborowski),
- roku 1992
  - srebrny medal w strzelaniu z pistoletu pneumatycznego 60 strzałów.

Mistrz Europy w drużynie w strzelaniu z pistoletu pneumatycznego 60 strzałów z roku 1994 (partnerami byli: Marek Nowak, Jerzy Pietrzak).
Na igrzyskach w Barcelonie wystartował w konkurencji strzelania z pistoletu pneumatycznego 10 metrów zajmując 29. miejsce.
Karierę sportową w roku 1999 przerwał poważny wypadek.